# Galeria Starych Mistrzów im. Strossmayera w Zagrzebiu
Galeria Starych Mistrzów im. Strossmayera w Zagrzebiu – muzeum sztuki znajdujące się w Zagrzebiu w Chorwacji, założone w 1868 przez Josipa Juraja Strossmayera.

## Historia
Kolekcję zapoczątkował katolicki biskup i kolekcjoner sztuki Josip Juraj Strossmayer. Dzieła zaprezentowano mieszkańcom Zagrzebia w siedzibie Jugosłowiańskiej Akademii Nauki i Sztuki w 1868. Muzeum otwarto w nowym budynku 9 listopada 1884.

## Zbiory
Kolekcja obejmuje dzieła mistrzów, jak: Fra Angelico, Vittore Carpaccio, Andrea Schiavone, Iacopo Nigreti, Federico Bencovich, El Greco, Joachim Patinir, Jan Wellens de Cock, Jacob van Ruisdael, Antoine-Jean Gros.